# Paleocen
Paleocen je geološko razdoblje u prošlosti Zemlje. Najstarija je epoha paleogena i nalazi se na prijelazu između mezozoika i kenozoika. Trajao je oko 10 milijuna godina. 
Paleocenska flora ima dosta obilježja krede, gdje su česti predstavnici mediteranske grmolike i zeljaste biljne vrste. Posebno se izdvajaju hrastovi i javori. Fauna se odlikuje pojavom prvih viših sisavaca, dok od nižih iz mezozoika prelazi samo jedan rod. Kod viših sisavaca javljaju se skoro svi rodovi, među kojima se ističe najstariji kopitar, preteča današnjeg konja, koji je bio veličine lisice i na nogama je imao pet prstiju. Numuliti započinju svoj razvoj, koji će biti maksimalan u sljedećoj epohi eocenu. 
Paleocen je podijeljen na tri kata: gornji-sparanski, srednji-tanetski, donji-monski. Paleocenski elementi taloženi su u dva bazena: u području mediteranske geosinklinale i Sjevernoeuropskom moru. Za vrijeme monskog kata nataloženi su vapnenci preko kojih leže laporovito-glinovite tvorevine. Za vrijeme tanetskog kata, nakon povlačenja mora talože se koanglomerati i pijesak, dok je sparanski kat predstavljen lagunskim sedimentima. Alpska orogeneza u paleocenu se nastavlja laramiskom fazom. Orogeni pokreti zahvatili su geosinklinalu Tetisa iznad koje se izdižu složeni planinski vijenci alpsko-himalajskih planina. Epirogeni pokreti u paleocenu prouzrokovali su izčezavanje epikontinentalnih mora; Srednjoeuropsko more se povlači. Raspored kopna i mora-u paleocenu nastavlja se komadanje Gondvane i udaljavanjem pojedinih kontinenata. Indijski ocean dobiva svoj oblik, Antarktika je odvojena od glavne jezgre, tj., od Afrike i brazilskog kopna. Dimenzije Tetisa svedene su na bazen Jadranskog mora i provansalski bazen. Sjeverno more pruža se od Engleske do Urala i dalje preko Sibirske platforme. Reljef Euroazije i obje Amerike dosta je izmijenjen. Laramijskom fazom alpske orogeneze rastu sredozemna i pacifička zona mlađih nabranih planina. 
Erozija i denudacija pojačane su, a izdizanjem ovih zona rijeke su bile usmjerene prema borealnom moru i Atlantskom oceanu. Klima je bila topla i vlažna, što potvrđuju naslage ugljena. U nekim dijelovima Azije i Sjeverne Amerike klima je bila suha. Ugljen se javlja kao najznačajnija sirovina, a javljaju se i fosfati.